# 少正
少正，是中國古代官名。
春秋时期郑国、鲁国等国设置，当时称执掌朝政的正卿为政当国為大正。少正就是正卿下的卿官。郑简公十五年（前551年），子产担任过郑国的少正。《荀子》里声称鲁国有一名担任少正者名为少正卯。
唐代东北渤海国的中正台属官也有少正的官职，设员一人。 